# Dale Rasmussen
Pour les articles homonymes, voir Rasmussen.
Pas d'image ? Cliquez ici

a Compétitions nationales et continentales officielles uniquement.

b Matchs officiels uniquement.
Dernière mise à jour le 24 août 2018.
Dale Rasmussen, né le 5 juillet 1977 à Auckland (Nouvelle-Zélande), est un joueur de rugby à XV international samoan. Il évolue au poste de centre (1,88 m pour 95 kg).

## Carrière
Il a eu sa première cape internationale le 20 juin 2003, à l’occasion d’un match contre l'équipe d'Irlande.

## Palmarès

### Sélection nationale
- 9 sélections  avec l'Équipe des Samoa de rugby à XV
- Nombre de sélections par année : 6 en 2003, 3 en 2004.
- Participation à la Coupe du monde de rugby 2003 (4 matchs, 0 comme titulaire)